# Cinco Artigos da Remonstrância
Os Cinco Artigos da Remonstrância foram proposições teológicas apresentadas em 1610 pelos seguidores de Jacó Armínio morto em 1609, as quais discordavam das interpretações do ensinamento de João Calvino então vigente na Igreja Reformada Holandesa. Os artigos foram divisórios, e aqueles que os apoiaram foram chamados de "Remonstrantes".

## História
Quarenta e um pregadores e dois líderes do colégio estadual de Leiden para a educação de pregadores reuniram-se em Haia em 14 Janeiro de 1610, para expor por escrito, suas opiniões sobre todos as doutrinas contestadas. O documento na forma de um protesto foi elaborado por Johannes Wtenbogaert e após algumas alterações, foi aprovado e assinado por todos, em Julho de 1610.
Os Remonstrances não rejeitaram a confissão e o catecismo, mas não reconheceram como permanentes e imutáveis a Lei canônica e os cânones de fé. Eles atribuíram autoridade apenas à Palavra de Deus na Sagrada Escritura e foram avessos a todo o formalismo. Eles também afirmaram que as autoridades seculares têm o direito de interferir nas disputas teológicas para preservar a paz e evitar cismas na Igreja.
Os Cinco Artigos da Remonstrância foram sujeitos à fiscalização do Sínodo Nacional realizado na cidade holandêsa de Dordrecht em 1618-1619. Ao mesmo tempo, Dordrecht era frequentemente chamada em inglês como Dort, o nome inglês comum ainda é Sínodo de Dort. As sentenças do Sínodo são conhecidas como os Cânones de Dort ou Cânones de Dordrecht. Estes cânones constituem o que é muitas vezes chamado de os Cinco Pontos do Calvinismo, comumente apresentados pelo acróstico "TULIP":
Eis o significado de TULIP, em inglês e em tradução comumente aceita em português:
1. Total Depravity (Depravação total);
2. Unconditional Election (Eleição incondicional);
3. Limited Atonement (Expiação limitada);
4. Irresistible Grace (Graça Irresistível);
5. Perseverance of Saints (Perseverança dos Santos).

## Os Cinco Artigos
Os Cinco artigos de Remonstrância contrastam com os Cinco Pontos do Calvinismo na maioria dos pontos. O Artigo I discorda que a eleição em Cristo seja incondicional. Em vez disso, neste artigo os remonstrantes afirmam que a eleição é condicional à fé em Cristo e que Deus elege para a salvação aqueles que Ele sabe de antemão que terão fé n'Ele. O Artigo II defende a expiação ilimitada, o conceito de que Cristo morreu por todos. Isso contrasta com a expiação limitada do calvinismo, que afirma que Cristo morreu apenas para aqueles que Deus escolheu serem salvos. O Artigo III afirma a depravação total do homem, que o homem não pode se salvar a si mesmo da Condenação Eterna. O Artigo IV repudia o conceito calvinista de graça irresistível, alegando que a humanidade tem livre-arbítrio para resistir à graça de Deus. O Artigo V, ao invés de rejeitar completamente a noção de perseverança dos santos, argumenta que pode ser condicional ao crente permanecer em Cristo. Os escritores explicitamente não tinham certeza sobre este ponto, e era necessário que um estudo mais aprofundado fosse feito. O texto dos artigos publicados estão em domínio público logo abaixo:
| Em neerlandês | Em latim | Em português |
| * Artikel I' - Dat Godt door een eeuwich, onveranderlyck besluyt, in JESU CHRISTO, synen Soone, eer des werelts grondt gheleydt was, besloten heeft, uyt het ghevallene sondighe Menschelyck geslachte, die ghene in CHRISTO, om CHRISTUS wille, ende door CHRISTUM salich te maecken, die door de ghenade des heylighen Gheestes, in den selven synen Soone JESUM ghelooven, ende in den selven gheloove, ende ghoorsaemheyt des gheloofs, door de selve ghenade, totten eynde toe volherden souden: en daer tegens, de onbekeerlycke, en ongelovige in de sonde, en onder de toorne te laten, en te verdoemen, als vreemt van CHRISTO: naer ’t woordt des H. Evangelij by Johannem iii. 36: 'Wie in den Sone ghelooft, die heeft het eeuwighe leven, ende wie den Soone ongehoorsaem is, die en sal het leven niet sien, maer de toorne Gods blyft op hem, ende andere plaetsen der schrifturen meer. | * Articulus I - Deus æterno et immutabili decreto in Christo Jesu Filio suo, ante jacta mundi fundamenta, statuit ex genere humano in peccatum prolapso, eos in Christo, propter Christum, et per Christum salvare, qui per gratiam Spiritus Sancti in eundem Filium suum credituri, inque ea ipsa fide et obedientia fidei, per eandem gratiam, usque ad finem essent perseveraturi; contra vero contumacio et incredulos, sub peccato et ira relinquere et condemnare, tanquam a Christo alienos; juxta verbum Evangelii Joh. iii. 36: Qui credit in Filium, habet vitam æternam, qui vero Filio non obtemperat, non videbit vitam, sed ira Dei manet super ipsum. Cui alia quoque Scripturæ dicta respondent. | * Artigo I - Que Deus, por um eterno e imutável plano em Jesus Cristo, seu Filho, antes que fossem postos os fundamentos do mundo, determinou salvar, de entre a raça humana que tinha caído no pecado – em Cristo, por causa de Cristo e através de Cristo – aqueles que, pela graça do Santo Espírito, crerem neste seu Filho e que, pela mesma graça, perseverarem na mesma fé e obediência de fé até o fim; e, por outro lado, deixar sob o pecado e a ira os contumazes e descrentes, condenando-os como alheios a Cristo, segundo a palavra do Evangelho de Jo 3.36 e outras passagens da Escritura. |
| * Artikel II' - Dat desen volghende, Jezus Christus de salichmaecher des Werelts, voor alle ende yeder Mensch ghestorven is: alsoo dat hyse alle door den doodt des Cruyces, de versoeninghe ende verghevinghe der sonden verworven heeft; alsoo nochtans dat niemandt deselve verghevinghe der sonden dadelyck gheniet, dan de Gheloovighe: mede naer t Woort des Euangely by Johannem, Cap. iii. 16: Soo lief heeft Godt de Werelt gehadt, dat hy synen eenighen Soone ghegeven heeft, opdat al, die in hem ghelooft, niet en vergae, maer het eeuwighe leven hebbe.' Ende in den eersten Brief Johannis int ii. vers2: 'Hy is de versoeninge voor onse sonden; en niet alleene voor onse, moer voor des gantsche Werelts sonden. | * Articulus II - Proinde Jesus Christus, Mundi Salvator, pro omnibus et singulis hominibus mortuus est, omnibusque per mortem crucis promeritus reconciliationem et remissionem peccatorum; ita tamen ut nemo remissionis illius reipsa particeps fiat, præter credentes, idque etiam secundum verba Evangelii Joannis iii. 16: 'Ita Deus dilexit Mundum, ut Filium suum unigenitum dederit, ut quisquis credit in eum, non pereat, sed habeat vitam æternam. Et epistola priore Joannis, Cap. ii. v. 2: 'Ipsa est propitiatio pro peccatis nostris, nec pro nostris tantum, sed etiam pro totius Mundi peccatis. | * Artigo 2º - Conseqüentemente, Jesus Cristo, o Salvador do mundo, morreu por cada pessoa e pela morte de cruz conquistou a reconciliação e a remissão dos pecados para todos; de tal forma, porém, que ninguém se torne um verdadeiro participante dessa remissão, exceto aqueles que crêem, e isso também de acordo com as palavras do Evangelho de João iii. 16: 'Deus amou o mundo de tal maneira que deu o seu Filho unigênito, para que todo aquele que nele crê não pereça, mas tenha a vida eterna. E na carta anterior de João, cap. II. v. 2: "É a propiciação pelos nossos pecados, e não somente pelos nossos, mas também pelos pecados do mundo inteiro." |
| * Artikel III' - Dat de Mensche ’t salichmaeckende Gheloove van hem selven niet en heeft; noch uyt cracht van synen vryen wille, alsoo hy in den stant der afwyckinghe ende der sonden niet goets, dat waerlyck goet is (gelych insonderheyt is het salichmaeckende gheloove) uyt ende van hem selven, can dencken, willen ofte doen. Maar dat het van noode is, dat hy van Godt, in Christo; door synen heilighen Geest, werde herboren en vernieut, in verstant, affectie, oft wille, ende alle crachten, opdat hy het ware goet te recht moge verstaen, bedencken, willen, ende volbrenghen, naer ’t woordt Christi, Johann. xiii. 5: 'Sonder my en condt ghy niet doen.' | * Articulus III - Homo salvificam fidem non habet a se, neque ex liberi arbitrii sui viribus, quandoquidem in statu apostasiæ et peccati nihil boni (quod quidem vere bonum sit, cujusmodi in primis est fides salvifica) ex se et a se potest cogitare, velle aut facere; sed necessarium est ut a Deo, in Christo, per Spiritum ipsius Sanctum regeneretur atque renovetur, intellectu, affectibus seu voluntate, omnibusque viribus, ut vere bonum recti possit intelligere, meditari, velle atque proficere sicut scriptum est Joh. xv. 5: 'Sine me nihil potestis facere.' | * Artigo III - Que o homem não possui por si mesmo graça salvadora, nem as obras de sua própria vontade, de modo que, em seu estado de apostasia e pecado para si mesmo e por si mesmo, não pode pensar nada que seja bom – nada, a saber, que seja verdadeiramente bom, tal como a fé que salva antes de qualquer outra coisa. Mas que é necessário que, por Deus em Cristo e através de seu Santo Espírito, seja gerado de novo e renovado em entendimento, afeições e vontade e em todas as suas faculdades, para que seja capacitado a entender, pensar, querer e praticar o que é verdadeiramente bom, segundo a Palavra de Deus [Jo 15.5]. |
| * Artikel IV' - Dat dese ghenade Godts is het beginsel, de voortganck ende volbrenginghe alles goets, oock soo verre, dat de wedergeboren Mensche selfs, sonder dese voorgaende ofte toecommende, opweckende, volgende ende medewerckende ghenade, noch het goede dencken, willen ofte doen can, noch oock eenighe tentatien ten quade wederstaen: soodat alle goede daden, ofte werckinghen die men bedencken kan de ghenade Godts in Christo moeten toegeschreven worden. Maer soo vele de maniere van de werckinghe derselver ghenade aengaet, die en is niet onwederstandelyck: want daer staet van velen geschreven, dat sy den heyligen Geest wederstaen heben. Actor. vii. ende elders op vele plaetsen. | * Articulus IV - Hæc Dei gratia est principium, progressus et complimentum omnis boni; adeo quidem ut ne ipse quidem regenitus absque præcedente sive præveniente ista, excitante, prosequente et cooperante gratia, bonum cogitare, velle, aut peragere possit, ullisve ad malum tentationibus resistere, ita ut omnia bona opera actionesque, quas quis cogitando potest adsequi, gratiæ Dei in Christo adscribenda sint. Cœterum, quod ad modum operationis ejus gratiæ attinet, non est ille irresistibilis, quandoquidem scriptum est de multis, quod 'Spiritui Sancto restiterint.' Act. vii. et alibi locis compluribus. | * Artigo IV - Que esta graça de Deus é o começo, a continuação e o fim de todo o bem; de modo que nem mesmo o homem regenerado pode pensar, querer ou praticar qualquer bem, nem resistir a qualquer tentação para o mal sem a graça precedente (ou preveniente) que desperta, assiste e coopera. De modo que todas as obras boas e todos os movimentos para o bem, que podem ser concebidos em pensamento, devem ser atribuídos à graça de Deus em Cristo. Mas, quanto ao modo de operação, a graça não é irresistível, porque está escrito de muitos que eles resistiram ao Espírito Santo. |
| * Artikel V - Dat die Jesu Christo, door een ware gheloove syn inghelyft, ende oversulcx syns levendighmaeckenden Gheestes deelachtig zyn gheworden, overvloedighe cracht hebben, omme teghens den satan, de sonde, de Werelt, ende haer eygen vleesche te stryden, en de overwinninge te vercrygen. Welverstaende altydt, door den bystand van de ghenade des heyligen Geestes: ende dat Jesus Christus haer door synen Gheest in alle tentatien bystaet, de handt biet, ende, so sy maer alleene ten stryde bereyt zyn, ende syn hulpe begeeren, ende in geenen ghebreke zyn, staende hout, alsoo dat se door gheene listichheyt noch ghewelt des Satans verleyt, oft uyt Christi handen connen ghetrocken worden, near ’t woordt Christi, Joh. x.: 'Niemandt en salse uyt myne handen rucken.' Maer of de selve niet en connen, door naelaticheyt, het beginsel haers Wesens in Christo verlaten; de teghenwoordighe Werelt wederom aennemen: van de Heylighe Leere, hen eenmael ghegheven, afwycken: de goede conscientie verliesen: de ghenade verwaerloosen: soude eerst moeten naerder uyt de Heylige Schriftuere ondersocht zyn, eer wy ’t selve met volle verseeckeringhe onses ghemoets souden connen leeren. | * Articulus V - Ei qui Christo vera fide insiti, ac per consequens vivificantis ejus Spiritus participes facti sunt, abunde instructi sunt viribus, quibus adversus Satanam, peccatum, Mundum, suamque carnem possint pugnare, atque adeo etiam victoriam ab iis referre; semper tamen (quod cautum volumus) auxilio gratiæ Spiritus Sancti; et Jesus Christus ipsis, per Spiritum suum, in omnibus tentationibus adsistit, manum porrigit, ac eosdem (si modo ad pugnam ipsi parati sint, ejusque opem deposcant, sibique ipsis non desint) fulcit ac confirmat, ita ut nulla fraude aut vi Satanæ seduci, aut ex Christi manibus eripi possint, juxta dictum Christi Joh. x.: 'Oves meas nemo rapiet ex manu mea.' Cœterum, utrum iidem non possint per socordiam τὴν ἀρχὴν τῆς ὑποστάσεως χριστοῦ καταλείπειν, et præsentem mundum iterum amplecti, a sancta doctrina ipsis semel tradita recedere, bonam conscientiam amittere, gratiamque negligere; esset prius accuratius ex Sacra Scriptura inquirendum quam nos illud possemus alios cum πληροφορία animi nostri docere. | * Artigo V - Que aqueles que são enxertados em Cristo por uma verdadeira fé, e que assim foram feitos participantes de seu vivificante Espírito, são abundantemente dotados de poder para lutar contra Satã, o pecado, o mundo e sua própria carne, e de ganhar a vitória; sempre – bem entendido – com o auxílio da graça do Espírito Santo, com a assistência de Jesus Cristo em todas as suas tentações, através de seu Espírito; o qual estende para eles suas mãos e (tão somente sob a condição de que eles estejam preparados para a luta, que peçam seu auxílio e não deixar de ajudar-se a si mesmos) os impele e sustenta, de modo que, por nenhum engano ou violência de Satã, sejam transviados ou tirados das mãos de Cristo [Jo 10.28]. Mas quanto à questão se eles não são capazes de, por preguiça e negligência, esquecer o início de sua vida em Cristo e de novamente abraçar o presente mundo, de modo a se afastarem da santa doutrina que uma vez lhes foi entregue, de perder a sua boa consciência e de negligenciar a graça – isto deve ser assunto de uma pesquisa mais acurada nas Santas Escrituras antes que possamos ensiná-lo com inteira segurança. |
| Dese puncten alsoo voorgedragen ende geleert, houden sy Remonstranten den woorde Godts gelyckformich te wesen, stichtelyck, ende in dese materie ghenoechsaem ter salicheit, sonder dat het van noode zy, oft oock stichtelych, hooger te climmen, ofte lager te dalen. | Hos igitur articulos ita propositos et traditos censent Remonstrantes divino Verbo conformos, ædificationi idoneos, et in hoc quidem argumento sufficientes ad salutem; ita ut necessarium non sit, aut ædificationi serviens, vel altius conscendere vel inferius subsidere. | Estes artigos, assim definidos e ensinados, os Remonstrantes consideram acordo com a Palavra de Deus, tendendo a edificação, e, no que diz respeito a este argumento, suficiente para a salvação, de modo que não é necessário ou edificante acrescentar ou diminuir qualquer coisa. |